# Liste de jeux Intellivision

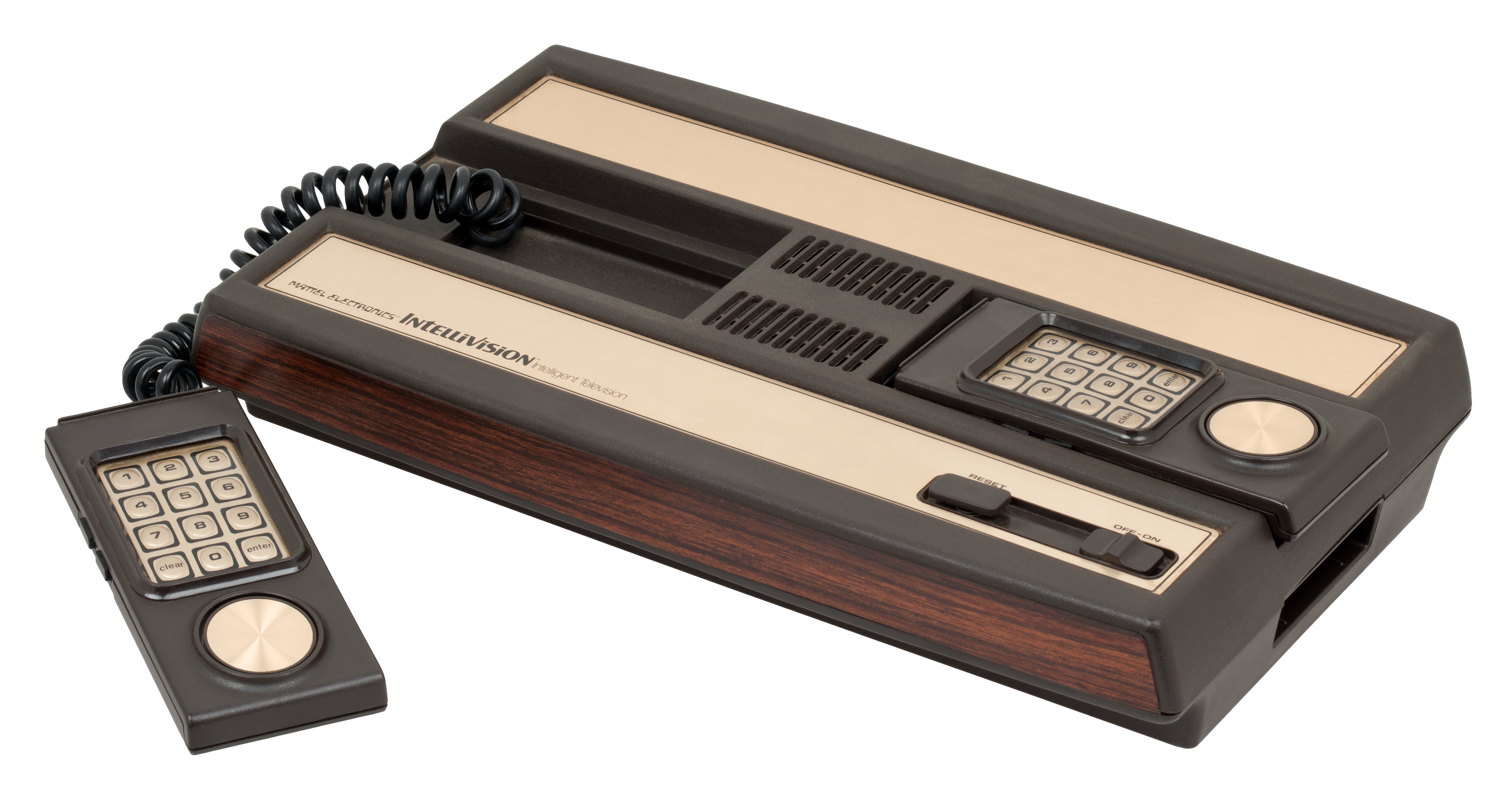
L'Intellivision, une console de jeu vidéo de 2ème génération sortie par Mattel en 1979.

Liste des jeux Intellivision triés par ordre alphabétique.
- Haut – A
- B
- C
- D
- E
- F
- G
- H
- I
- J
- K
- L
- M
- N
- O
- P
- Q
- R
- S
- T
- U
- V
- W
- X
- Y
- Z

## A
- ABPA Backgammon
- Advanced Dungeons and Dragons
- Advanced Dungeons and Dragons: Cloudy Mountain
- Advanced Dungeons and Dragons: Treasure of Tarmin
- Adventure
- Armor Battle
- Astrosmash
- Atlantis
- Auto Racing

## B
- B-17 Bomber
- Backgammon
- Baseball
- BASIC Cassette & Cartridge[1],[Note 1]
- Basketball
- Beamrider
- Beauty and the Beast
- Big League Baseball
- Blockade Runner
- Blow Out[2]
- Body Slam: Super Pro Wrestling[3]
- Bomb Squad
- Bowling
- Boxing
- Brickout
- Bump 'n' Jump
- Burgertime
- Buzz Bombers

## C
- Carnival
- Centipede
- Championship Tennis
- Checkers
- Chess
- Chip Shot: Super Pro Golf
- Commando
- Congo Bongo
- Conversational French[1],[Note 1]
- Crosswords I[1],[Note 2]
- Crosswords II[1],[Note 2]
- Crosswords III[1],[Note 2]
- Crown of Kings

## D
- Deep Pockets: Super Pro Pool and Billiards[Note 3]
- Defender
- Demon Attack
- Dig Dug
- Diner
- Donkey Kong
- Donkey Kong Jr.
- Dracula[4]
- Dragonfire[4]
- The Dreadnaught Factor

## E
- The Electric Company: Math Fun
- The Electric Company: Word Fun

## F
- Family Budgeting[1],[Note 2]
- Fathom
- Football
- Frog Bog
- Frogger

## G
- Geography Challenge[1],[Note 2]
- Golf

## H
- Happy Trails
- Hard Hat[2]
- Hockey
- Horse Racing
- Hover Force

## I
- Ice Trek[4]

## J
- Jack LaLanne's Physical Conditioning[1],[Note 1]
- Jeane Dixon Astrology[1],[Note 1]
- The Jetsons' Way with Words[Note 4]

## K
- Kool-Aid Man

## L
- Lady Bug
- Land Battle[5],[Note 3]
- Las Vegas Poker and Blackjack
- Las Vegas Roulette
- Learning Fun I
- Learning Fun II
- Lock 'n' Chase
- Loco-Motion

## M
- Magic Carousel[Note 5]
- Major League Baseball
- Masters of the Universe: The Power of He-Man
- Math Fun
- Melody Blaster
- Microsurgeon[4]
- Minotaur
- Mind Strike[Note 4]
- Mission X
- Motocross
- Mountain Madness: Super Pro Skiing[3]
- Mouse Trap
- Mr. Basic Meets Bits 'n Bytes[Note 4]

## N
- NASL Soccer
- NBA Basketball
- NFL Football
- NHL Hockey
- Night Stalker
- Nova Blast[4]

## P
- Pac-Man
- Party Line[2]
- PBA Bowling
- PGA Golf
- Pinball
- Pitfall!
- Pole Position
- Popeye

## Q
- Q*bert

## R
- Reversi[6]
- River Raid
- Royal Dealer

## S
- Safecracker[4]
- Scooby Doo's Maze Chase[Note 4]
- Sea Battle
- Sewer Sam
- Shark! Shark!
- Sharp Shot
- Skiing
- Slam Dunk: Super Pro Basketball[3]
- Slap Shot: Super Pro Hockey
- Snafu
- Soccer
- Space Armada
- Space Battle
- Space Cadet[2]
- Space Hawk
- Space Spartans
- Spelling Challenge[1],[Note 1]
- Spiker! Super Pro Volleyball[3]
- Stadium Mud Buggies
- Stampede[7]
- Star Strike
- Star Wars: The Empire Strikes Back
- Sub Hunt
- Super Cobra
- Super Pro Decathlon[3]
- Super Pro Football
- Swords & Serpents

## T
- Takeover[6],[Note 3]
- Tennis
- Thin Ice
- Thunder Castle
- Tower of Doom
- Triple Action
- Triple Challenge
- Tron: Deadly Discs
- Tron: Maze-A-Tron
- Tron: Solar Sailer
- Tropical Trouble
- Truckin'[4]
- Turbo
- Tutankham

## U
- US Ski Team Skiing
- USCF Chess
- Utopia

## V
- Vectron
- Venture

## W
- White Water!
- Word Fun
- World Championship Baseball
- World Cup Soccer
- World Series Major League Baseball[Note 4]
- Worm Whomper

## Z
- Zaxxon

- Haut – A
- B
- C
- D
- E
- F
- G
- H
- I
- J
- K
- L
- M
- N
- O
- P
- Q
- R
- S
- T
- U
- V
- W
- X
- Y
- Z